# (500389) 2012 TF85
(500389) 2012 TF85 es un asteroide perteneciente al cinturón de asteroides, descubierto el 6 de octubre de 2012 por el equipo del Mount Lemmon Survey desde el Observatorio del Monte Lemmon, Arizona, Estados Unidos.

## Designación y nombre
Designado provisionalmente como 2012 TF85.

## Características orbitales
2012 TF85 está situado a una distancia media del Sol de 3,111 ua, pudiendo alejarse hasta 3,448 ua y acercarse hasta 2,774 ua. Su excentricidad es 0,108 y la inclinación orbital 0,108 grados. Emplea 2005,05 días en completar una órbita alrededor del Sol.
Los próximos acercamientos a la órbita de Júpiter se producirán el 17 de junio de 2075, el 29 de julio de 2085 y el 12 de febrero de 2157, entre otros.

## Características físicas
La magnitud absoluta de 2012 TF85 es 16,8.